# 苏米拉戈
苏米拉戈（義大利語：Sumirago），是意大利瓦雷泽省的一个市镇。总面积11平方公里，人口6227人，人口密度566.1人/平方公里（2009年）。国家统计（ISTAT）代码为012124。